# Banque de Maurice
La Banque de Maurice (en anglais : Bank of Mauritius) est la banque centrale de Maurice. Sa mission première est de veiller à la stabilité et la vitalité du système financier mauricien ainsi qu’à sauvegarder la valeur de la roupie mauricienne tant au niveau local qu'international.

## Histoire
La banque est fondée en septembre 1967 sur le modèle de la Banque d'Angleterre, avec l’assistance des officiers de cette institution. Le 12 mars 1968, Maurice devint indépendant du Royaume-Uni. Avant la fondation de cette banque centrale, les devises étaient émises par un Board of Commissioners of Currency. Le fonctionnement de la banque est régi par le Bank of Mauritius Act 1966 (Amended).
Pendant le XIXe siècle, trois banques commerciales différentes, opérèrent sous le nom de Banque de Maurice. La première Banque de Maurice commence ses opérations en 1813 mais cessa rapidement en 1825.
La deuxième Banque de Maurice était une banque offshore britannique ayant deux conseils d’administration, une à Londres et l’autre à Port Louis. Elle commence ses activités en 1838, ayant pour clientèle les planteurs de la colonie. En 1838 les planteurs fondèrent la Mauritius Commercial Bank, MCB, mettant un terme au monopole de la Banque de Maurice. La crise financière de 1848, à Londres, eut pour conséquence une chute du prix du sucre et des pertes pour les deux banques mauriciennes. La Banque de Maurice cesse ses activités en 1848, mais la MCB continua jusqu’aux temps présent.
Des investisseurs locaux établissent la troisième Banque de Maurice en 1894 à la suite de la fermeture de la New Oriental Bank Corporation. En 1911 la banque ouvre une branche aux Seychelles, encore rattachées à Maurice. Mais en 1916 le Mercantile Bank of India (Est. 1893) fait l’acquisition de la banque. La HSBC à son tour acquit le Mercantile Bank of India en 1959. De ce fait la HSBC se targue d’être la plus ancienne banque de l’île.

## Direction de l’entreprise
Le conseil d’administration de la Banque de Maurice est composé de huit directeurs et du président qui est aussi le Gouverneur de la Banque. Ce dernier est un nommé politique, nommé par le Président de la République sur conseil du Premier Ministre.

### Gouverneur
Le gouverneur de la Banque de Maurice est un des personnages clés de cette institution. Il est aussi  le président du conseil d’administration.
Le gouverneur est nommé par le Président de la République suivant les recommandations  du Premier ministre. Le premier, ayant des pouvoirs très limités, se contente dans la pratique d’approuver le choix du second. Le poste de Gouverneur de la banque a toujours été une décision politique. L’heureux titulaire se voit ainsi récompensé pour services rendus au parti politique au pouvoir. 
Le Bank of Mauritius Act 2004 régit le fonctionnement de la Banque de Maurice. La section IV de cette loi définit les critères d’admission aux postes de Gouverneur et Sous-gouverneur. Ainsi le Gouverneur doit :
- être un ressortissant mauricien ;
- détenir un diplôme professionnel ou universitaire, et ;
- se prévaloir d’expériences professionnelles dans le milieu bancaire ou financier.

Le Gouverneur représente la Banque et est responsable de la mise en application des politiques du conseil d’administration et de la supervision du bon fonctionnement de la Banque en général. Finalement le titulaire peut être démis de ses fonctions, selon les provisions de cette même loi, et doit rendre des comptes au conseil d’administration.
Le Bank of Mauritius Act 2004 prévoit deux postes de Sous-gouverneurs. Les conditions pour être admis comme Sous-gouverneur de la Banque sont les mêmes que pour le Gouverneur. En l’absence de ce dernier, le premier Sous-gouverneur assure l’intérim.
Ces trois personnages sont nommés pour cinq ans et leurs mandats sont reconductibles.

### Liste des gouverneurs
| Rang | Nom                        | Mandat                          |
| ---- | -------------------------- | ------------------------------- |
| 1er  | Aunauth Beejadhur          | (Juillet 1967 – Décembre 1972)  |
| 2e   | Goorpersad Bunwaree        | (Janvier 1973 – Mai 1982)       |
| 3e   | Indur Ramphul              | (Juin 1982 – Mars 1996)         |
| 4e   | Mitrajeet Dhaneswar Maraye | (Avril 1996 – Novembre 1998     |
| 5e   | Rameswurlall Basant Roi    | (Novembre 1998 – Décembre 2006) |
| 6e   | Rundheersing Bheenick      | (Février 2007 – Décembre 2014)  |
| 7e   | Rameswurlall Basant Roi    | (Décembre 2014 – Janvier 2018)  |
| 8e   | Yandraduth Googoolye       | (Janvier 2018 – Février 2020)   |
| 9e   | Harvesh Seegolam           | (Mars 2020 – Novembre 2024)     |
| 10e  | Rama Sithanen              | (Depuis Novembre 2024)          |